# Tang Shengzhi
Tang Shengzhi (唐生智, 12 octobre 1889 – 6 avril 1970) est un seigneur de la guerre chinois qui rejoignit le Kuomintang pour combattre l'armée impériale japonaise et devient politicien après la Seconde Guerre mondiale.

## Biographie
Après avoir participé à la révolution chinoise de 1911, Tang étudie à l'académie militaire de Baoding en 1914. Il participe au mouvement de protection de la constitution avant d'être nommé commandant de la 4e division et d'entrer en conflit avec le gouverneur Zhao Hengti. Il est vaincu et forcé de fuir Changsha. Il décide alors de rejoindre l'expédition du Nord et reçoit le commandement de la 8e armée. Le 2 juin 1926, ses troupes réoccupent Changsha. Le 11 mars 1926, il devient le gouverneur civil et militaire de la province du Hunan. Alors que sa fonction militaire prend fin le 14 juillet 1926 une fois la province sécurisée, il reste gouverneur civil jusqu'en avril 1927.
Tang rejoint Tchang Kaï-chek et l'aide à sécuriser son contrôle du Nord de Pékin et Tianjin en supprimant Bai Chongxi, un seigneur de guerre du Guangxi qui avait le vrai contrôle de la région mais prétendait être allié à Tchang. Plus tard, Tang commande des armées luttant contre d'autres seigneurs de guerre avec un grand succès. Cependant, après que ces potentiels rivaux aient été défaits, les relations entre Tchang et Tang s'enveniment et ce dernier rejoint les seigneurs de guerre du Guangxi et du Guangdong pour les aider à combattre Tchang.
Durant la seconde guerre sino-japonaise, la plupart des seigneurs de guerre de Chine commencent à s'unir pour lutter contre les Japonais et Tang devient un important membre du comité de défense nationale de Tchang Kaï-chek. Après de nombreuses demandes de ce dernier, Tang accepte finalement le commandement de la garnison de Nankin assiégée par les Japonais en décembre 1937, et il promet de combattre jusqu'à la mort (Note : Il existe d'autres récits de cette anecdote. Certains auteurs indiquent que Tang était volontaire pour commander la garnison de Nankin et promit de lutter jusqu'à la mort sans pression de Tchang Kaï-chek. Avant 1937, Tang était un général de Tchang sans grand pouvoir. Il est possible que Tchang ait nommé Tang seulement parce qu'il n'avait pas d'autres choix.)

## Préparatifs pour la défense de Nankin
Tang Shengzhi est maintenant chargé de la défense de Nankin contre l'attaque japonaise. Dans une annonce à la presse, il déclare que la ville ne se rendra jamais et combattra jusqu'à la mort. La garnison se compose d'environ 100 000 soldats, en majorité sous-entraînés, incluant plusieurs troupes vaincues à Shanghai. Tang place les 35e et 72e divisions sur le port pour empêcher la population de fuir Nankin, selon l'ordre du quartier général de Tchang Kaï-chek. La force de défense bloque les routes, coule les bateaux, et incendie les villages alentour, ce qui empêche l'évacuation des habitants.

## La bataille de Nankin
Début décembre, les troupes japonaises atteignent les faubourgs de Nankin. La défense en place ne correspond pas du tout aux plans de Tchang et de Tang parce que les défenseurs ont été submergés de soldats chinois fuyant l'avancée japonaise. Ces hommes veulent en priorité trouver un endroit sûr et, dans leur panique, les unités refusent d'obéir aux ordres. Dans certains cas, des commandants de régiments des défenseurs de Nankin sont même abattus par les compagnies en fuite juste parce qu'ils refusent de s'écarter du chemin le plus direct. Tchang Kaï-chek, qui est déjà parti pour Wuhan, donne le droit à Tang d'abattre sur place tous ceux qui désobéissent aux ordres mais Tang refuse cette directive car il y avait des centaines de milliers de soldats en fuite.
Il devient de plus en plus évident que le plan de départ s'effondre à cause d'un manque total de discipline des troupes en fuite et Tang réalise que la ville ne peut plus être défendue. Compte tenu des circonstances, l'État-major de Tchang et Tchang lui-même se résignent à cette réalité. Cependant, Tchang est extrêmement réticent à abandonner sa capitale sans combattre, et personne n'oserait donner cet ordre et affronter la colère du peuple chinois. En même temps, Tchang est également très reconnaissant en Tang pour avoir assumé le commandement de la garnison de Nankin, ce qui lui a ainsi évité le dilemme posé par la situation. Il ordonne à Tang de continuer ce combat sans espoir suffisamment longtemps pour sauver la face et c'est Tang qui a ainsi la responsabilité de déclarer la retraite. Il se trouve alors dans une position très difficile où il sait que toute résistance est futile et que l'endroit sera abandonné dans peu de temps. La tension est palpable lors d'une conférence de presse où Tang essaye de remonter le moral avant le siège de Nankin (les journalistes notent que Tang est extrêmement agité et qu'il transpire tellement que quelqu'un lui tendit une serviette pour s'essuyer le front).
Alors que l'armée japonaise lâche des prospectus demandant la reddition de la ville, Tang exprime publiquement son outrage. En privé cependant, il négocie une trêve. Malgré sa promesse initiale de combattre jusqu'au dernier homme, il semble impatient d'agir pour éviter une démolition de la ville et sauver la capitale et ses habitants. En même temps, il doit aussi mener une résistance symbolique pour défendre la capitale du gouvernement chinois pour sauver la face du peuple chinois.

### La décision d'ordonner une retraite générale
Une fois la nouvelle par le quartier général de Tang que plusieurs unités ont abandonné leurs positions et ont fui contre les ordres, il devient évident que la retraite générale est inévitable. Le problème est que celui qui donnera l'ordre de fuir sera accusé d'avoir perdu la capitale et affrontera la colère du peuple. Tang est très réticent à subir seul la responsabilité et les conséquences et réunit donc ses officiers pour leur montrer la permission de Tchang Kaï-chek de se retirer si besoin, une décision devant être prise par le quartier-général. Tang demande alors l'avis de chacun, qui acceptent à l'unanimité de battre en retraite, et leur fait signer l'ordre de Tchang avant d'ordonner la retraite générale.
Le 12 décembre, après deux jours de défense contre un ennemi supérieur en nombre, subissant d'intenses bombardements, et avec la majeure partie de ses troupes en fuite, Tang ordonne la retraite générale. La nuit tombée, il s'échappe lui-même de la ville en passant par la porte Yijiang des murailles de Nankin (en), la seule sortie non bloquée, sans annoncer officiellement aux Japonais son intention de donner la ville.

### La retraite générale tourne en déroute
Cependant, comme le plan de défense ne s'est pas déroulé selon le projet, la retraite générale se fait dans le désordre et tourne rapidement en panique et chaos. Au soir, la retraite désorganisée devient une déroute complète. Beaucoup de commandants abandonnent purement et simplement leurs troupes pour fuir en solitaire sans avoir transmis l'ordre de se retirer. Des 100 000 défenseurs de la capitale et des milliers de troupes en fuite de passage par Nankin, seuls deux régiments parviennent à se retirer selon le plan initial, et les deux ne connaissent pas de pertes. Les autres unités deviennent les victimes des Japonais.
Frank Tillman Durdin (en) du New York Times et Archibald Steele (en) du Chicago Daily News voient beaucoup de soldats chinois pillant les commerces pour voler de la nourriture et d'autres biens, jetant leurs armes et leurs uniformes dans la rue. Certains soldats prennent même des habits civils, parfois en volant ceux des habitants, et d'autres fuient en sous-vêtements. Durdin écrit : « Les rues sont couvertes de fusils, de grenades, d'épées, de sacs à dos, de manteaux, de chaussures, et de casques ».

### Vie après Nankin
Malgré le soutien et la protection de Tchang Kaï-chek, Tang est accusé de l'échec de la défense de la capitale qui tourna en massacre de Nankin. Il vit ensuite une vie plus ou moins retirée et passe son temps à étudier le bouddhisme.
Après la Seconde Guerre mondiale, il reste discret jusqu'à la chute du Kuomintang lorsque Bai Chongxi lui demande de venir avec lui et les forces nationalistes fuyant vers le Sud. Il refuse alors de fuir la Chine, se déguise et se cache dans différents endroits pour éviter d'être capturé par les nationalistes, se cassant même une jambe dans l'opération. Il devient commandant et gouverneur du Hunan après 1949.

## Carrière
- 1926 - Gouverneur militaire de la province du Hunan
- 1926 - 1927 - Gouverneur du Hunan
- 1929 - Commandant de la 5e armée
- 1932 - 1934 - Président de la commission des affaires militaires
- 1934 - 1937 - Directeur-général de l'entraînement militaire
- 1937 - Commandant de la garnison de Nankin
- 1945 - Membre de la commission des affaires militaires